# Jô Soares e O Sexteto - Ao Vivo no Tom Brasil
Jô Soares e O Sexteto - Ao Vivo no Tom Brasil é o segundo CD da banda de palco do apresentador Jô Soares (O Sexteto do Jô) - o primeiro como Sexteto, e o primeiro acompanhado do Jô.
Acompanhado pelo ótimo Sexteto de seu programa, Jô Soares interpreta de maneira convincente e criativa grandes standards do jazz. Para selecionar o repertório do álbum, Jô diz ter combinado dois critérios: seu gosto pessoal e a intenção de mostrar à platéia diversos estilos de jazz.
Gravado ao vivo no Tom Brasil - SP - em novembro de 1999, o show teve direção musical e roteiro do próprio Jô Soares. Antes de cada faixa, Jô conta a história, através de piadas, da música a qual eles irão tocar.

## Créditos Musicais
- Jô Soares - Voz, Vocais, Bongô, Cornet (versão compacta de um trompete)

e o sexteto
- Tomati - Guitarra Elétrica
- Bira - Baixo Elétrico
- Osmar Barutti - Piano
- Chiquinho Oliveira - Trompete
- Derico Sciotti - Saxofone e Flauta
- Miltinho - Percussão e Bateria